# Pheladenia deformis
Pheladenia deformis – gatunek roślin z monotypowego rodzaju Pheladenia z rodziny storczykowatych (Orchidaceae). Rośliny występują w Australii w stanach: Nowa Południowa Walia, Australia Południowa, Tasmania, Wiktoria, Australia Zachodnia.

## Systematyka
Gatunek sklasyfikowany do podplemienia Caladeniinae w plemieniu Diurideae, podrodzina storczykowe (Orchidoideae), rodzina storczykowate (Orchidaceae), rząd szparagowce (Asparagales) w obrębie roślin jednoliściennych.